# Dionigi d'Ungheria
Dionigi d'Ungheria (in latino Dionisius de Ungaria; in ungherese Magyarországi Dénes; in aragonese Dionís d'Hongría; in catalano Dionís d'Hongria; in spagnolo Dionisio de Hungría; 1210 circa – 1268/1272) fu un cavaliere aragonese di origine ungherese vissuto nel XIII secolo.
Nato in una famiglia importante nel regno d'Ungheria, scortò la regina Iolanda nel regno d'Aragona nel 1235, dove si stabilì e servì fedelmente Giacomo I d'Aragona durante la Reconquista. Integratosi nell'élite locale, Dionisio divenne il progenitore eponimo dell'importante famiglia nobile dei Dionisi. A Canals, nella provincia di Valencia, una strada porta il suo nome.

## Biografia

### Possibili origini
Alla fine del XIX secolo, il genealogista ungherese Mór Wertner fu il primo studioso a ipotizzare un legame tra Dionigi d'Ungheria e l'eminente nobile Dionigi, figlio di Ampud, responsabile della politica economica e architetto chiave delle riforme finanziarie su larga scala promulgate durante il regno di Andrea II d'Ungheria. Secondo Wertner, dopo che il figlio di Andrea e principale oppositore, Béla IV salì al trono ungherese nel 1235, Dionigi, finito ai margini della corte reale, scortò la sua «parente» Iolanda (talvolta riportata con il nome Violante), figlia minore di Andrea, nel regno d'Aragona nel 1235, dove divenne la regina consorte di Giacomo I.

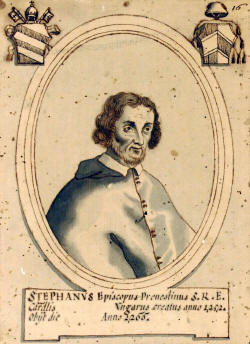
Secondo una ricostruzione accademica, il cardinale Stefano Báncsa era fratello del cavaliere ungherese-aragonese Dionisio

Tuttavia, secondo la Carmen miserabile del contemporaneo Ruggero di Puglia, Dionigi, figlio di Ampud, fu accecato da Béla IV subito dopo la sua incoronazione e morì in prigionia l'anno successivo. Essendo Dionigi, al servizio della coppia reale aragonese, ancora vivo nel 1268, risulta impossibile identificarlo con il figlio di Ampud. Pertanto, lo storico Szabolcs de Vajay ha ipotizzato che Dionigi ebbe un figlio omonimo, il quale fu ispán del comitato di Szepes, forse tra il 1231 e il 1234 o 1235, come in precedenza suo padre (in base all'iscrizione sulla lapide della figlia Elisabetta, dove Denis viene definito «comes de Cepeз»), ossia il primo detentore di tale carica di cui si ha conoscenza in Ungheria. Vajay ha rigettato i precedenti tentativi di ricondurre il toponimo «Cepeз» all'isola Csepel, un'importante residenza reale e foresta di caccia. Di conseguenza, espatriò in Aragona con la sua regina nel 1235, e dopo che suo padre divenne vittima delle purghe politiche di re Béla, dovette rassegnarsi a ogni speranza di tornare in Ungheria. Questo «Comes Dionysius» viene indicato come parente della regina Iolanda (in latino affinis domne regine) nei documenti aragonesi coevi. Il suo presunto padre, Dionigi, figlio di Ampud, era effettivamente un parente della famiglia reale ungherese: era figlio di Ampud II e di una figlia ignota del conte Bertoldo I d'Andechs, margravio d'Istria. Per linea materna, Dionigi era cugino di primo grado di Gertrude di Merania, figlia di Bertoldo IV e prima sposa di Andrea II d'Ungheria. Sebbene Iolanda fosse nata dal secondo matrimonio di Andrea (sua madre era Iolanda di Courtenay), secondo questa teoria non vi era alcun legame di sangue tra la regina e Dionigi d'Ungheria, ma il cavaliere apparteneva chiaramente a una parentela più ampia all'interno della famiglia reale. La storiografia ungherese e catalana ha in genere accettato la teoria di Vajay.
Nel suo studio del 2018, lo storico ungherese Dániel Bácsatyai ha contestato l'identificazione di cui sopra basandosi su ricerche d'archivio. Un certo chierico Carlo, che frequentava l'Università di Bologna, era indicato come nipote del cardinale Stefano Báncsa nel 1264, poi figlio del «conte Dionigi d'Ungheria» nel 1269. Di conseguenza, Bácsatyai riteneva che questo Dionigi appartenesse alla famiglia dei Báncsa e non fosse imparentato con Dionigi, figlio di Ampud. Di conseguenza, Dionigi era fratello del cardinale Stefano Báncsa ed era anche figlio di Orbász Báncsa. Bácsatyai ha sostenuto che l'iscrizione sulla lapide di sua figlia Elisabetta, in cui Dionigi era definito «comes de Cepeз», non fosse necessariamente identificabile con il comitato di Szepes. Ha affermato inoltre che i rapporti di parentela tra Iolanda e Dionigi comparisse per la prima volta solo nelle opere dello storico del XVI secolo Jerónimo Zurita y Castro. Lo storico Gergely Kiss, il quale aveva precedentemente scritto la biografia del cardinale Báncsa, ha accettato l'argomentazione di Bácsatyai. Kiss ha analizzato la composizione della famiglia di Báncsa ("familia") nella Curia romana e ha segnalato una percentuale insolitamente elevata di clero di nazionalità spagnola, dovuta in parte al rapporto fraterno con Dionigi.

### In Aragona

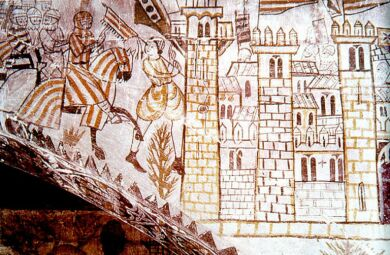
Re Giacomo I, entrato nella città di Valencia il 9 ottobre 1238

Il matrimonio tra Giacomo I e Iolanda ebbe luogo nella cattedrale di Sant'Eulalia a Barcellona l'8 settembre 1235. Vajay ha ritenuto che Dionigi fosse stato incaricato dall'anziano re Andrea II poco prima della sua morte di scortare e proteggere la figlia minore nella penisola iberica. Dionigi viene menzionato come comandante del contingente ungherese, composto da cavalieri e giovani nobili, che scortò la regina in Aragona. Stando ai registri del Llibre del Repartiment, diversi cavalieri magiari servirono fedelmente la coppia reale al fianco del «conte Dionigi», tra cui ad esempio «Andreas Ungarus, Martinus Ungarus, R. Dungria, Johannes de Ongría, Egidius de Hungaria, Jacobus de Pilis e Simon de Stregonia [Strigonio]», che appartenevano tutti alla famiglia reale.
La regina Iolanda ebbe un importante ruolo politico e fu una delle più preziose consigliere del re, sul quale esercitò una palpabile influenza. Poco dopo il matrimonio, Giacomo I concesse a Dionigi i feudi di «Beo» e «Ayn». Gli storici hanno identificato queste terre con Alcudia de Veo e Aín (oggi nella provincia di Castellón), che si trovavano sul versante settentrionale della Serra d'Espadà, ed entrambe le signorie fungevano da preparazione del re per la guerra lungo i confini di Aragona e Valencia. Dionigi e gli altri cavalieri ungheresi parteciparono attivamente alla riconquista di Valencia e delle aree circostanti dopo il 1235. Alla fine, Valencia capitolò al dominio aragonese il 28 settembre 1238, in seguito a una vasta campagna contro i mori. Giacomo entrò trionfalmente in città con la moglie Iolanda il 9 ottobre 1238. I feudi di Dionigi furono confermati in diritto perpetuo e ereditario (con esenzione dalle tasse e libero utilizzo del forno e del mulino locali) il 24 gennaio 1244. Dopo la riconquista, a diversi membri del contingente magiaro furono concessi feudi, case e aranceti a Valencia e negli insediamenti circostanti, secondo il Llibre del Repartiment. La maggioranza di loro sposò delle dame di compagnia aragonesi, integrandosi nella nobiltà locale.

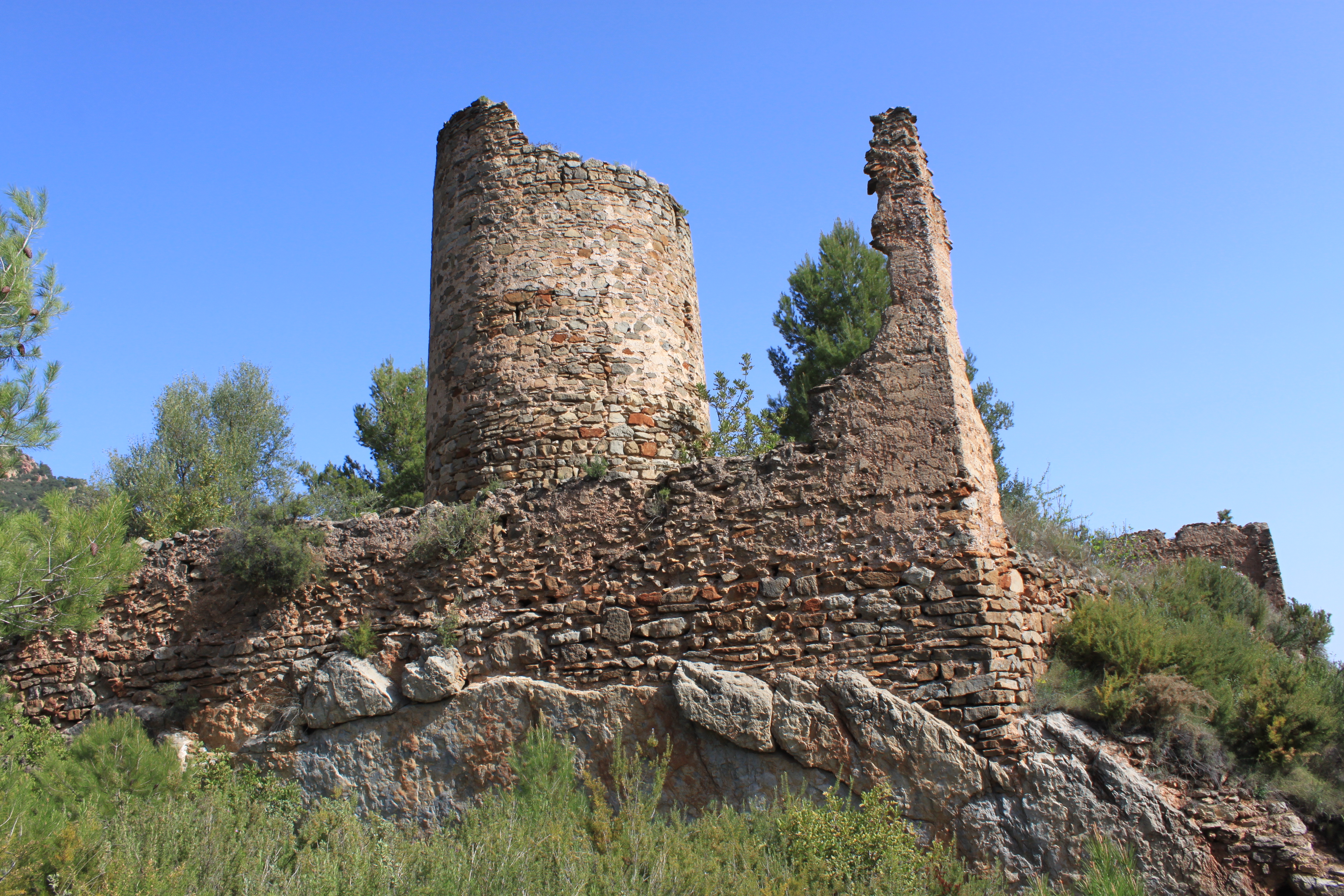
Le rovine del castello di Aín, feudo di Dionigi tra il 1235 e il 1249

Dopo la conquista di Valencia, a Dionigi stesso fu concesso un palazzo che si apriva su due strade della città, vicino alla residenza del vescovo di Valencia. Il 24 marzo 1249, re Giacomo I donò Canals, un suo possedimento, ricevendo la torre locale e il piccolo insediamento circostante, mentre il re istituì una nuova signoria, il señorío de Torre de Canals per Dionigi e la sua parentela. Dionigi divenne poi signore di Crespins e di alcune terre a Xàtiva, in cambio di Alcudia de Veo e Aín, che il monarca riprese in cambio della corona d'Aragona, come riportato nel Llibre del Repartiment. Canals e Crespins sorgevano nella fertile valle del fiume Cànyoles. In quest'ultima località, Dionigi costruì una dimora fortificata con torri. Vajay riteneva che i feudi riconquistati avessero un'importanza strategica in termini militari, ma che fossero meno redditizie dopo la fine della guerra; pertanto, lo scambio avvenne a favore di Dionigi e le sue nuove signorie non si rivelarono una mera compensazione. Lo storico ha sostenuto che da allora i segni di benevolenza reale a favore di Dionigi continuano a moltiplicarsi, essendo il beneficiario designato perlopiù come «conte d'Ungheria», come egli stesso nomina, molto spesso, in numerosi documenti custoditi negli archivi della corona d'Aragona i quali riflettono il suo potere e la sua influenza nella corte reale aragonese. Nonostante Dionigi avesse perseguito una brillante carriera a corte e militare in Aragona, non rinunciò ai suoi vecchi titoli che si riferivano alla sua antica patria, e si adornò ancora più frequentemente come «conte [...] d'Ungheria» rispetto ai suoi nuovi feudi nei regni di Valencia e Aragona. Dionigi sopravvisse per decenni alla sua protettrice e dama, la regina Iolanda, che morì nel 1251. Ancora vivo nel 1265 e nel 1268, viene menzionato come persona deceduta nel 1272. La questione degli accordi relativi alla sua eredità con la vedova e i figli appare nei documenti dell'epoca nel 1276.

## Discendenza
Dionigi sposò Margherita di Cabrera, una dama di compagnia della regina Iolanda legata all'influente casata dei Cabrera in Catalogna. Era figlia di Guerau V, visconte di Cabrera, e di Ramona di Montcada. Grazie a questo matrimonio, Dionigi si elevò immediatamente nell'alta società della nobiltà catalana. Ad esempio, divenne cognato del visconte regnante Guerau VI e di Ramon di Cabrera, signore del castello di Anglès. Sua cognata Gueraua sposò Guglielmo II (Guillem), barone di Montclús. Lo zio di Margherita era Ponzio I, conte di Urgell e i suoi cugini erano i conti Ermengol IX e Alvaro.
Dal matrimonio nacquero quattro figli maschi e quattro femmine, che adottarono il cognome di Dionís (Dionisii) in onore del padre, rispettando la tradizione ungherese. A giudizio di Szabolcs de Vajay, la famiglia Dionís si estinse nel ramo maschile il 31 gennaio 1974. L'ultimo membro della famiglia, Angel Dionis Cormán, lavorò in qualità di funzionario provinciale presso la Renfe Operadora.

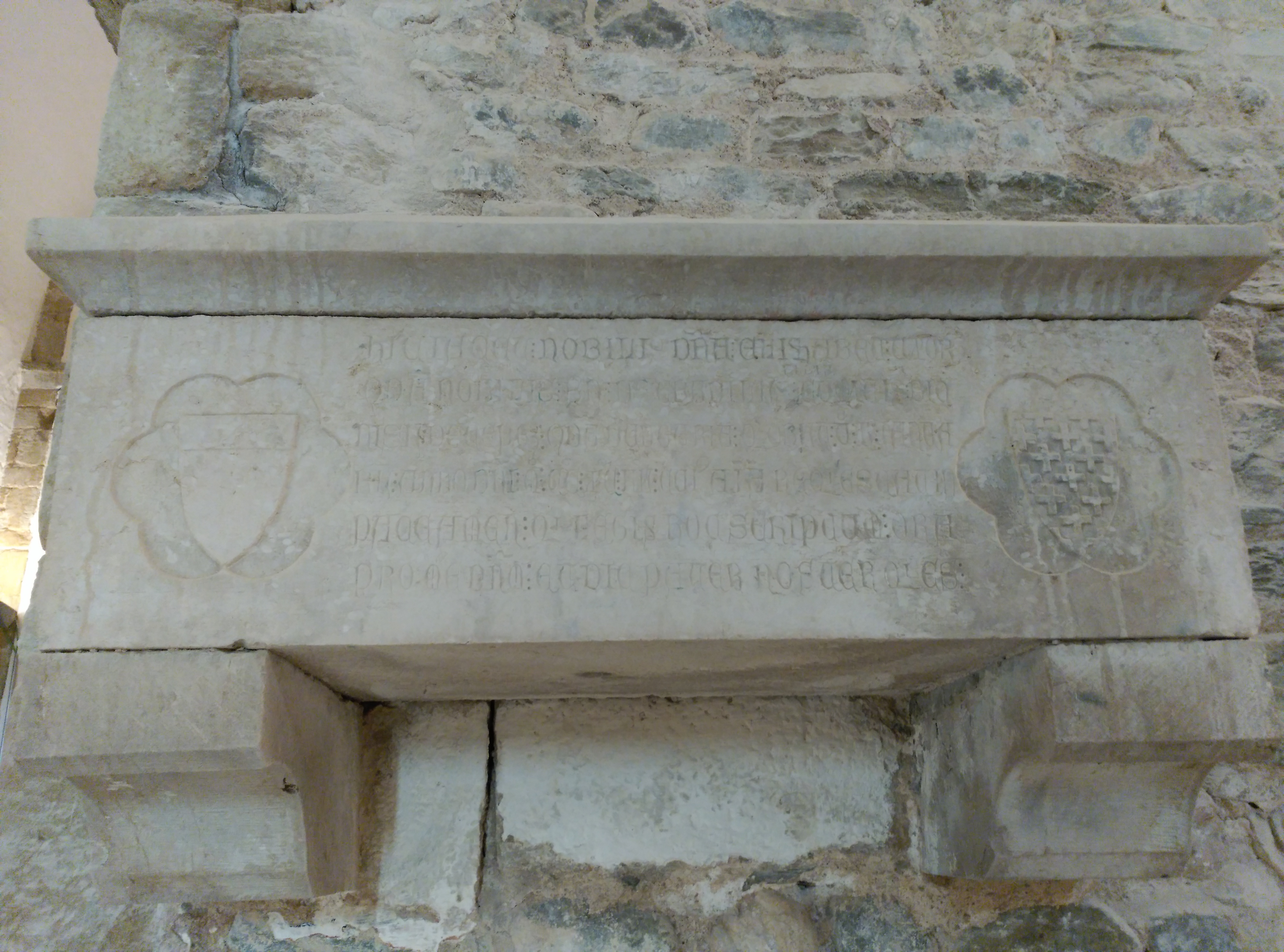
La tomba di Elisabetta, figlia di Dionigi, nel monastero di San Michele a Cruïlles, sulla quale erano conservati il nome e il titolo di suo padre

Il primogenito di Dionigi era Amor, il quale si recò in Italia nel giugno del 1274, quando commerciò con i mercanti di Pistoia. Pietro III d'Aragona confermò i suoi feudi di Canals e Crespins il 3 febbraio 1276. Secondo un documento del 25 aprile 1278, Amor ottenne 30 000 sol valenciani per le sue necessità personali e per mantenere quaranta cavalieri al servizio del re, informazione che teetimonia il suo elevato status sociale. Fu tra i nobili del regno che rinnovarono il loro giuramento di fedeltà a Pietro III nel 1283 in Tarazona. Amor e il suo fratello minore, Gabriele, accompagnarono il re Alfonso III in occasione della conquista di Maiorca e Ibiza nel 1286. Tuttavia, poco dopo divennero membri attivi dell'Unione d'Aragona nel 1287, il che spinse il monarca a garantire i diritti e la libertà dei nobili. Ciononostante, Amor partecipò alla guerra contro il regno di Maiorca per l'Empordà nel 1288 e figura tra i consiglieri del re nel 1289. Nel corso di una missione diplomatica, Amor fu inviato nel regno d'Ungheria, patria del suo defunto padre, nel 1291, dove negoziò con Andrea III d'Ungheria per conto del nuovo monarca Giacomo II. Il tortuoso viaggio costrinse Amor a pagare ingenti somme di denaro, nonostante il sostegno finanziario del re ungherese. Ciò lo costrinse, sulla via del ritorno a Padova, a contrarre debiti con gli studenti ungheresi dell'università, che non furono saldati nemmeno nel 1296, all'indomani di numerose rimostranze avanzate nei confronti del nobile. Alla fine della sua vita, Amor aveva accumulato talmente tanti debiti che i creditori in molti casi chiesero l'intervento della corona. Si desume fosse ancora in vita il 23 maggio 1301, quando spedì una lettera di supplica scritta in lingua catalana a Giacomo II dalla sua residenza di Canals. Suo figlio fu Giacomo, che vendette la signoria di Canals al prezzo di 105 000 sol valenciani a Jaspert V di Castellnou il 13 ottobre 1309, con il permesso di Giacomo II, quando Amor era ormai deceduto. È plausibile che Giacomo avesse ereditato gli ingenti debiti del padre e sia stato quindi costretto a compiere questo passo.
Il secondogenito, Gabriele, fu nominato signore di Navarrés nel 1279. Coinvolto in dispute giudiziarie relative alle sue terre nel 1280, partecipò alla summenzionata conquista di Ibiza e Maiorca nel 1286, legandosi poi al movimento politico dell'Unione d'Aragona nel 1287. Fu proprio l'Unione a commissionargli la custodia del castello di Biar, che passò poi in mano a re Giacomo II e finì consegnato a suo zio Pedro Fernández di Híjar, figlio naturale di Giacomo I, in 1291. In seguito, Gabriele scompare dalle fonti e viene menzionato come persona deceduta nel 1309. Quest'ultimo ebbe delle figlie ignote che beneficiarono della vendita di Canals in quell'anno, e un figlio naturale di nome Pietro Lodomerio, nato da una relazione extraconiugale con Urraca Ximénez di Martes. Nonostante la sua origine illegittima, papa Clemente V gli permise di diventare membro di uno degli ordini religiosi cavallereschi. Presentò con successo una petizione alla corte di Giacomo II per la sua legittimazione nel settembre 132 7.
L'altro figlio di Dionigi fu, secondo Dániel Bácsatyai, Carlo. Era già canonico di Strigonio nel marzo del 1264 quando papa Urbano IV lo nominò canonico di Verona, su richiesta dello zio, il cardinale Stefano Báncsa. Frequentò l'Università di Bologna nel 1268 e fu nominato prevosto del capitolo collegiale di Hájszentlőrinc nel 1270, ma è possibile che non avesse mai ricoperto questa carica ecclesiastica. È inoltre plausibile che spirò prima del 1280. Il quarto (?) figlio di Dionigi era Pietro Lodomerio (da non confondere con il nipote omonimo di cui sopra). Il suo doppio nome indicherebbe forse la sua origine extraconiugale. Frequentò l'Università di Bologna dal 1268 al 1270 e fece parte dell'entourage spagnolo di Pietro Laurenzio, vescovo di Cuenca. Canonico della cattedrale di Girona nel gennaio del 1270, morì in tale veste il 24 gennaio 1275.
Dal matrimonio tra Dionigi e Margherita nacquero anche quattro figlie. La maggiore, Grazia, sposò Ximeno d'Urrea, mentre la seconda, Elisabetta, celebrò le nozze con Bernat de Cruïlles i de Peratallada. Morì il 27 dicembre 1293, senza avere figli. Suo marito Bernat si sposò per la seconda volta con Gueraua de Cabrera nel 1305. La tomba di Elisabetta fu eretta da suo marito e si può ancora trovare all'interno del monastero di San Michele a Cruïlles. L'iscrizione del monumento reca il titolo di Dionigi («Comes de Cepeз»). La tomba raffigura due scudi araldici, di cui il destro coincide con lo stemma della famiglia de Cruïlles i de Peratallada, mentre quello sinistro è stato lasciato vuoto, a indicare che l'araldica non era ancora diffusa in Ungheria nel primo terzo del XIII secolo e che la famiglia Dionís non vantava ancora uno stemma al momento della morte di Elisabetta. La terza figlia fu Margherita, futura moglie di Pietro Martínez de Luna, detto il Vecchio. La quarta figlia fu Giordano, divenuta la moglie di Bernat de Penyafort, nipote di San Raimondo di Peñafort.